# Mompha confusella
Mompha confusella é uma espécie de mariposa do gênero Mompha pertencente à família Coleophoridae.